# Urobatis concentricus
Urobatis concentricus là một loài cá trong họ Urotrygonidae. Nó là loài đặc hữu của México. Môi trường sống tự nhiên của nó là biển nông, bãi dưới triều, rạn san hô, cửa sông ven biển, và vụng. Nó bị đe dọa do mất môi trường sống.